# Mijaín López
Mijaín López Núñez (Pinar del Río, 20 de agosto de 1982) é um lutador cubano de estilo greco-romana, pentacampeão olímpico, pentacampeão pan-americano e pentacampeão mundial.

## Carreira
López representou Cuba nas Olimpíadas de Verão de 2004, 2008, 2012, 2016, 2020 e 2024, e foi o porta-bandeira de seu país durante as cerimônias de abertura em 2008 e 2012. Em 2004, ele ficou em quinto lugar, enquanto em 2008 e 2012, ele ganhou a medalha de ouro na categoria greco-romana masculina de 120 kg. Nos Jogos do Rio de 2016, López ganhou o ouro na categoria de 130 kg. Ele novamente ganhou o ouro nos Jogos de Tóquio de 2020 sem perder um único ponto no torneio, tornando-se o primeiro lutador masculino a ganhar quatro medalhas de ouro olímpicas, bem como apenas o quinto atleta a ganhar quatro medalhas de ouro no mesmo evento individual. Durante a cerimônia de abertura das mesmas Olimpíadas, ele também se tornou o primeiro representante cubano a se tornar porta-bandeira do país quatro vezes, quebrando o empate entre Teófilo Stevenson e ele.
Em 2016, López conquistou sua décima medalha de ouro no campeonato nacional de luta livre de Cuba.
Nos Jogos Olímpicos de Verão de 2024 em Paris, López ganhou sua quinta medalha de ouro, tornando-se o primeiro atleta olímpico em qualquer esporte a ganhar cinco medalhas de ouro no mesmo evento individual. Posteriormente, ele deixou seus sapatos de luta livre no centro do tapete após sua vitória, representando sua aposentadoria do esporte.